# Aphytis aberrans
Aphytis aberrans är en stekelart som beskrevs av Prinsloo och Neser 1994. Aphytis aberrans ingår i släktet Aphytis och familjen växtlussteklar.
Artens utbredningsområde är Uganda. Inga underarter finns listade i Catalogue of Life.